# Uje Brandelius
Pour les articles homonymes, voir Brandelius.
Uje Brandelius, né le 24 juillet 1971 dans la paroisse de Sigtuna, dans le comté de Stockholm, (Suède), est un musicien, chanteur, acteur et journaliste suédois.

## Filmographie partielle

### Au cinéma
- 2020 : Spring Uje spring : Uje